# Stanisław Janicki (filmowiec)
Stanisław Janicki (ur. 11 listopada 1933 w Czechowicach-Dziedzicach) – polski pisarz, dziennikarz i scenarzysta, krytyk filmowy i historyk kina.

## Życiorys
Przed II wojną światową, ze względu na pracę ojca w polskim oddziale Standard Oil, Janiccy przeprowadzili się do Warszawy.
Po wojnie zdał maturę w Bielsku-Białej. Ukończył studia na Wydziale Dziennikarstwa (specjalizacja filmowa) Uniwersytetu Warszawskiego (1955). Doktor nauk humanistycznych na UAM w Poznaniu (1998). W latach 1954–1959 był dziennikarzem „Żołnierza Wolności”. W latach 1959–1970 pracował jako redaktor miesięcznika „Film”, w latach 1970–1974 miesięcznika „Kino”. Dzięki zdobytym wówczas kontaktom był często zapraszany do jury festiwali filmowych. Był autorem cyklicznego programu TVP pt. W starym kinie. Był to najdłużej nadawany program filmowy w historii polskiej telewizji (od 1967 do 1999).
W latach 1972–1976 związany z Wytwórnią Filmów Oświatowych w Łodzi, potem przez 6 lat był pracownikiem Wytwórni Filmów Poltel, od 1983 wykładowca Wydziału RiTV Uniwersytetu Śląskiego. Od 1996 kieruje Szkołą Mediów Bielskiej Wyższej Szkoły Biznesu i Informatyki. Jest autorem audycji Odeon Stanisława Janickiego nadawanych w radiu RMF Classic oraz współpracownikiem Kino Polska, gdzie prowadzi program „Seans w Iluzjonie”, w którym tworzy obszerne wprowadzenia do filmów z lat 20., 30. i 40. XX wieku emitowanych na antenie stacji.
W latach 2004–2019 prowadził w Muzeum Historycznym w Bielsku-Białej cykl spotkań pt. Stare Kino w Starym Zamku.
Zajmuje się problematyką braci polskich. Od 22 maja 2011 jest prezesem honorowym Stowarzyszenia Szlak Braci Polskich. 
W 2019 ukazała się poświęcona mu książka - wywiad pt. W starym kinie Stanisława Janickiego - scenariusz filmu niemożliwego, autorstwa Andrzeja Pacuły (Wydawnictwo „Grupa M-D-M”, ISBN 978-83-948485-9-0), zawierająca płytę DVD z dwoma filmami dokumentalnymi w reżyserii Janickiego: Konterfekty króla Jegomości (1983) i Bracia Polscy (1980).
10 listopada 2023 w Bielsku-Białej oraz 12 listopada 2023 w Katowicach odbyły się benefisy z okazji 90-lecia urodzin Janickiego. 
Mieszka w dzielnicy Górne Przedmieście Bielska-Białej.

## Praca etatowa
- Redakcja dziennika „Żołnierz Wolności” (Warszawa 1954–1959) – dziennikarz
- Tygodnik „Film” (Warszawa 1959–1970) – krytyk filmowy, publicysta, kierownik działu polskiego
- Redaktor naczelny Kroniki Filmowej „Radar” w Wytwórni Filmowej „Czołówka” (Warszawa 1964–1966)
- Miesięcznik „Kino” (Warszawa 1970–1974) – krytyk filmowy, publicysta, kierownik działu polskiego
- Komitet do spraw Radia i Telewizji – Redakcja Filmowa Programu I TVP (Warszawa 1974–1976) – redaktor (scenariusze filmów fabularnych)
- Wytwórnia Filmów Telewizyjnych „Poltel” (Warszawa 1976–1982) – scenarzysta i reżyser telewizyjny i filmowy
- Państwowa Wyższa Szkoła Teatralna (Warszawa – 1980–1982) – wykładowca historii filmu
- Wytwórnia Filmów Oświatowych (Łódź 1982 – 93; współpraca 1972–1982) – scenarzysta i reżyser filmowy
- Wyższa Szkoła Dziennikarstwa (Warszawa – 1995–1997) – wykładowca (scenariusze krótkich form filmowo-telewizyjnych)
- Bielska Wyższa Szkoła Biznesu i Informatyki im. J. Tyszkiewicza (Bielsko-Biała 1996–2002) – Kierownik specjalizacji Zarządzanie i Media oraz wykładowca (scenariusz i realizacja krótkich form filmowo-telewizyjnych oraz seminaria dyplomowe)
- Uniwersytet Śląski – Wydział Radia i Telewizji (Katowice – 1982–2003, potem do 2005 umowa o dzieło) – starszy wykładowca (Historia filmu, Dramaturgia i scenariopisarstwo, Podstawy reżyserii filmów krótkometrażowych, seminaria dyplomowe)
- Akademia Humanistyczno-Ekonomiczna w Łodzi (od 2007–2010) – Wydział Artystyczny – kierunek Realizacja Obrazu Filmowego, Telewizyjnego i Fotografia (Realizacja filmu dokumentalnego i krótkometrażowego)

## Współpraca
- Telewizja Polska, program I: autorski program telewizyjny „W starym kinie” (1967–1999)
- Polskie Radio (m.in. autorska audycja w red. niemieckiej – lata 60.)
- „Przegląd kulturalny”, „Odrodzenie”. „Panorama” (Katowice), „Widnokręgi”, „Teatr i film”, „Film na świecie”, „Gazeta Wyborcza”, magazyn telewizyjny „Okienko”; „Trybuna Śląska” (Katowice) – cotygodniowy cykl „Janicki o kinie” (2001–2004), „Dziennik Zachodni” (Katowice) – cykl felietonów filmowych „W starym kinie” (2004 – 2008)
- Warszawska Szkoła Filmowa (Warszawa – 2005–2006) – wykładowca (Scenariopisarstwo)
- LO im. Stanisława Wyspiańskiego w Bielsku-Białej – o profilu artystycznym oraz LO im. Mikołaja Reja w Bielsku-Białej – warsztaty filmowe (2000–2008)
- RMF Classic – cotygodniowy felieton filmowy „Odeon Stanisława Janickiego” (od września 2005)
- Telewizja „KINO POLSKA” – cotygodniowe programy „W Iluzjonie”, przekształcone w „Kalejdoskop polskiego filmu” (od 2004)

## Twórczość artystyczna (wybór)

### Scenariusze do filmów
- Stanisława Grabowskiego – Zaczęło się od iluzjonów (1972)
- Bogdana Dziworskiego – Krzyż i topór (1973), Tren dla miasta Szydłowa (1973), Podróże Georga Philipa Telemanna z Żar do Pszczyny (1974)

oraz do wszystkich swoich

### Reżyseria i scenariusze filmów fabularnych i dokumentów inscenizowanych
- Kruk (1976)
- Jak cudne są wspomnienia (1977 – serial TV)
- Wisła (1977 – dla Pathé Cinema)
- Sąd nad Braćmi Polskimi (1984)
- Bem (1985 – koprodukcja polsko-węgierska)
- Domy życia (1987)
- Jan Sarkander ze Skoczowa (1994)[8]
- Skoczowskie okruchy (1999)
- Brat papieża (2006)
- Marzenia są ciekawsze (3 półgodzinne odcinki) z Andrzejem Wajdą
- Scena pełna muzyki i tańca (2015)

### Reżyseria i scenariusze filmów oświatowych i dokumentalnych
- Sen o Kurozwękach (1974 – debiut)
- Cienie czasu (1975)
- Nad brzegiem ruczaju (1980)
- Filmowy Sezam (1980)
- Bracia polscy (1982)
- Rapsod królewski (1982)
- Skarby katedry wawelskiej (1982)
- Życie, męczeństwo, śmierć (1982)
- Elementarz filmu. Rodzaje i gatunki (1982)
- Konterfekty króla jegomości (1983)
- Chocim 1673 (1983)
- Cicha noc (1984)
- Takie kiedyś były zabawy (1994 – serial TV)
- Czas przeszły dokonany (1995 – serial TV)
- Droga Jana Sarkandra (1995)
- Klub pan Rysia (1995-1996 – program cykliczny TV)
- Nieustająca love story (1996 – serial TV)
- Za winy niepopełnione – Eugeniusz Bodo (1997- dla TV)
- Bielsko-Biała – dwa miasta w jednym (1998)
- Marzenia są ciekawsze (1998 – serial TV, o niezrealizowanych projektach Andrzeja Wajdy)
- Idę przez ten świat (1999, o Marii Koterbskiej)
- Skoczów – nad Wisłą, u stóp gór (1999)
- Niezwykła podróż Jerzego Zitzmana (2000)
- Kochany i nienawidzony – Dramat życia i śmierci twórcy „Krzyżaków” (2002 – dla TV, o Aleksandrze Fordzie, 50’)
- Przewlekła Obturacyjna Choroba Płuc – 2003)
- Film jest bajką (2005 – dla TV o Ludwiku Starskim)
- Spełnienie – szkice do portretu Grzegorza Fitelberga (2007 – dla Filharmonii Śląskiej w Katowicach i kin studyjnych „Silesia Film” – 50’)
- Nie wolno przerwać spektaklu (2008 – o Danucie Szaflarskiej dla TVP – 50’)
- Geniusz grający również na fortepianie (2008 – o Ignacym Janie Paderewskim – 20’)
- Miłość ci wszystko wybaczy (2008 – montaż przedwojennych polskich filmów na wystawę na Zamku Królewskim – 13’)
- Scena pełna muzyki i tańca (2015)
- Nad Nidą, w cieniu drzew (2017)

### Reportaże telewizyjne (wybór)
- Czas walki, czas miłości (Celuloza i Pod gwiazdą frygijską – Jerzy Kawalerowicz, Lucyna Winnicka, Józef Nowak)
- Na dnie popiołu... (Popiół i diament – Andrzej Wajda)
- Śląska opowieść („Krzyż Walecznych” Kazimierz Kutz)
- Westerplatte (Stanisław Różewicz)
- Struktura kryształu (Krzysztof Zanussi)
- Opowieść o Andrzeju Munku
- Reportaże z udziałem: Tadeusza Konwickiego, Juliusza Lubicz-Lisowskiego, Małgorzaty Braunek, prof. Włodzimierza Zonna, Elżbiety Barszczewskiej, Szymona Kobylińskiego, Wojciecha Siemiona i in.

### Tekst i reżyseria
- dramatu „Iskra we mgle” (1980 – Teatr Dramatyczny w Legnicy)

### Tłumaczenia
- sztuk japońskich; „To ja jestem duchem” Abe Kobo, „Markiza de Sade” Yukio Mishima, „Wiśnie w kwiatach” Betsuyaku Minoru (drukowanych w „Dialogu” i „Literaturze na świecie”; wystawianych w teatrach polskich m.in. w Teatrze Starym w Krakowie, Ateneum w Warszawie, Teatrze Dramatycznym w Warszawie, także w teatrach w Rzeszowie, we Wrocławiu, w Teatrze Telewizji i innych)

### Prowadzenie imprez artystycznych i filmowych
- Lubuskie Lato Filmowe (lata 70.)
- Era Nowe Horyzonty 2003 w Cieszynie (cykl filmów Yasujiro Ozu)
- Eko Forum Film Festiwal (festiwal filmów ekologicznych) w Bielsku-Białej
- Koncerty muzyki filmowej m.in. Bielsko-Biała, Katowice, Zabrze (2 razy), Łódź (2005 i 2008), Warszawa (2007 i 2009), Rzeszów (dwa w 2008 roku), Dębica (2008), Przemyśl (2008), Chorzów (2009), Olsztyn (2009), Tarnów (2009 – 2 razy)

### Publikacje książkowe
- Eugeniusz Cękalski: monografia, Filmowa Agencja Wydawnicza, 1958
- Polscy twórcy filmowi o sobie, Wyd. Artystyczne i Filmowe, Warszawa 1962
- Aleksander Ford, Wyd. Artystyczne i Filmowe, Warszawa 1967
- Film polski od A do Z, Wyd. Artystyczne i Filmowe, 1973 (2 popr. i uzup.)
- Film japoński: fakty, dzieła, twórcy, ISBN 83-221-0125-2, Wyd. Artystyczne i Filmowe, Łódź 1982 (wyd. II rozszerzone – w przygotowaniu)
- Film polski: wczoraj i dziś, ISBN 83-223-2004-3, Interpress, Wrocław 1982
- The Polish film: yesterday and today, ISBN 83-223-2094-9, Interpress, Warszawa 1985
- W starym polskim kinie, ISBN 83-03-00728-9, KAW, Warszawa 1985
- Polskie filmy fabularne 1902-1988, ISBN 83-221-0503-7, Warszawa 1990
- Odeon. Felietony filmowe, ISBN 978-83-7576-191-7, Wydawnictwo BoSz, Olszanica 2013
- Marzenia filmowe Andrzeja Wajdy, ISBN 978-83-7866-407-9, Wydawnictwo Austeria, Kraków 2023

## Działalność pozaartystyczna
- Prezes honorowy „Stowarzyszenia Szlak Braci Polskich”

## Nagrody, wyróżnienia

### Nagrody dziennikarskie
- Nagroda im. Karola Irzykowskiego – dwukrotnie: 1964 i 1976
- Nagroda przewodniczącego Komitetu do spraw Radia i Telewizji – dwukrotnie: 1969 i 1976
- Nagroda tygodnika „Ekran” – „Złoty ekran” – 1977
- Nagroda Festiwalu Filmów Niemych w Krakowie – 1999
- Nagroda VIII Festiwalu Muzyki Filmowej w Łodzi – 2005

### Nagrody filmowe (wybór)
- Krzyżtoporskiej opowieści ciąg dalszy (1975 – Kielce)
- Budowa parku etnograficznego (1976 – Zakopane)
- Ach, ta chata rozśpiewana (1979 – Tokio)
- Bracia polscy (1980 – Kraków, Łódź)
- Jan Sarkander ze Skoczowa (1995 – Ołomuniec)
- Brat papieża (2007 – Niepokalanów – I. nagroda w kategorii filmów fabularnych)

### Nagrody za całokształt twórczości i działalności
- IKAR 2003 – nagroda prezydenta miasta Bielska-Białej za wybitne znawstwo i popularyzację sztuki filmowej
- Wyróżnienie honorowe „Złoty liść” na II Ogólnopolskim Festiwalu Piosenki Retro, Kraków 2005
- Złoty Medal „Zasłużony Kulturze Gloria Artis” (2008 – Minister Kultury i Dziedzictwa Narodowego)[9]
- MOCARTY – RMF Classic – 2010
- Filmowy Ziemowit – w kategorii osobowość, Kielce 2012
- Krzyż Oficerski Orderu Odrodzenia Polski – 2013[10]
- Nagroda ZAiKS-u im. Krzysztofa Teodora Teoplitza – 2017[11]
- Nagroda Filmowa Marszałka Województwa Kujawsko-Pomorskiego im. Poli Negri – 2023[12]